# John B. Thayer
John Borland Thayer II (21 de abril de 1862 - 15 de abril de 1912) fue un empresario estadounidense con una carrera de treinta años como ejecutivo en la compañía de ferrocarriles Pensilvania Railroad Company. Era el director y segundo vicepresidente de la compañía cuando falleció una semana antes de su 50.º cumpleaños en el hundimiento del Titanic, el 15 de abril de 1912. En su juventud, Thayer fue también un deportista prominente, jugando béisbol y lacrosse para la Universidad de Pensilvania y criquet de primera clase para el equipo de criquet de Filadelfia. Es el único jugador de criquet de primera clase en morir a bordo del Titanic.

## Primeros años y el criquet

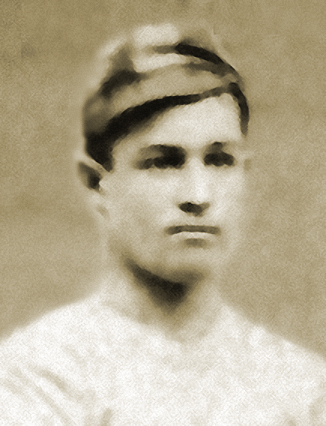
Thayer como joven jugador de criquet de la Universidad de Pensilvania; 1879.

Thayer nació en Filadelfia como el segundo de los seis hijos de John Borland Thayer (1836-1904) y su esposa Mary Randolph Chapman (1839-1919). Asistió a la Universidad de Pensilvania, donde fue capitán del equipo de lacrosse en 1879 y jugador de béisbol también. Miembro de una prominente familia de jugadores de criquet, jugó su primer partido para el Merion Club de Criquet a los 14 años y continuó jugando para él hasta su muerte. Thayer fue parte del equipo del Philadelphian que visitó Inglaterra en 1884. En su carrera, Thayer apareció en siete partidos ahora reconocidos como de primera clase. Tres de estos fueron jugados con los Philadelphians, y cuatro fueron con los "American Born". Todos se jugaron en el Germantown Criquet  Club en Pensilvania. En su carrera de primera clase, puntuó 138 carreras en 11.50 y tomó seis wickets en 26.83. Su puntuación más alta (24) y mejor bolera (3 de 17) fueron ambos para Filadelfia contra los Estados Unidos en octubre de 1883. En criquet menor, sus puntuaciones más altas fueron 134 contra Filadelfia en 1896 y 107 contra Winnipeg en 1882, ambos para el Merion CC.

## Familia
El 9 de noviembre de 1893, en Filadelfia, se casó con Marian Longstreth Morris (1872–1944), hija de Frederick Wistar Morris y Elizabeth Flower Paul. Los padres de ambos eran descendientes de antiguas familias adineradas de Filadelfia. Tuvieron cuatro hijos:
- John "Jack" Borland Thayer III (1894–1945)
- Frederick Morris Thayer (1896–1956)
- Margaret Thayer (1898–1960; Señora de Harold Elstner Talbott Jr.)
- Pauline Thayer (1901–1981; Señora de Henry Hoffman Dolan)[4]

La esposa de Thayer, Marian, subió a uno de los botes salvavidas y sobrevivió al hundimiento del Titanic. De los cuatro hijos, solo Jack acompañaba a sus padres en el fatídico viaje. Con 17 años entonces, sobrevivió tras saltar al agua helada y nadar hasta un bote salvavidas volcado.

## Titanic
En la primavera de 1912 Thayer y su familia habían ido a Europa como huéspedes del cónsul estadounidense en Berlín, Alemania. El 10 de abril la familia embarcó en el RMS Titanic en Cherburgo como pasajeros de primera clase. Thayer quería celebrar su inminente cincuenta cumpleaños en casa. El matrimonio Thayer se alojó en el camarote C-68 y su hijo Jack en el camarote vecino C-70 El 14 de abril, John y Marian asistieron a una cena que otros miembros de la alta sociedad de Filadelfia, los Widener, celebraron en honor del capitán John Smith en el restaurante a la carta en la cubierta B. Cuando unas horas más tarde el barco empezó a hundirse, Thayer ayudó a su mujer y su sirvienta personal a subir al bote salvavidas nº 7, después de que el diseñador del Titanic, Thomas Andrews, le dijera que al barco siniestrado no le quedaba "mucho más de una hora de vida". Su hijo, Jack, se zambulló al momento del hundimiento y fue capaz de nadar hasta una barca plegable volcada, donde también sobrevivió. Sin embargo, Thayer Sr. dejó clara su intención de no abordar ningún bote, y permaneció en cubierta mientras el buque se hundía. Cuando todos los botes salvavidas se habían ido, un testigo presuntamente vio a Thayer mirando "pálido y determinado por la barandilla de popa del bote salvavidas 7." Poco más tarde, se había ido, así que probablemente se trasladó a la popa como muchos otros pasajeros y tripulación.
Inicialmente, los periódicos británicos informaron que Thayer había sobrevivido al hundimiento, debido a una confusión entre Thayer y su hijo. Marian demandó más tarde a la White Star Line, pero no por la muerte de su marido, si no por la pérdida de su equipaje. El cuerpo de Thayer, si fue recuperado, no fue identificado.